# Păuleni-Ciuc
Păuleni-Ciuc (en hongrois: Csíkpálfalva) est une commune roumaine du județ de Harghita, dans la région historique de Transylvanie. Elle est composée des trois villages suivants:
- Delința (Csíkdelne)
- Păuleni-Ciuc, siège de la commune
- Șoimeni (Csíkcsomortán)

## Localisation
Păuleni-Ciuc est située dans le sud-est du comté de Harghita, au l'est de la Transylvanie dans le Pays Sicule, dans la dépression de Ciuc, à 5 km de la ville de Miercurea Ciuc.

## Monuments et lieux touristiques
- L'église romaine-catholique "Jean le Baptiste" du village de Delința (construite au XIVe siècle), monument historique.
- Site archeologique "Dâmbul Cetății" (Várdomb) du village de Păuleni-Ciuc.

## Relations internationales
La commune de Păuleni-Ciuc est jumelée avec:
- Rád (Hongrie)
- Solymár (Hongrie)